# Notolaemus unifasciatus
Notolaemus unifasciatus – gatunek chrząszcza z rodziny Laemophloeidae. Zamieszkuje Europę.

## Taksonomia
Gatunek ten opisał po raz pierwszy Pierre-André Latreille w 1804 roku pod nazwą Cucujus unifasciatus.

## Morfologia
Chrząszcz o mocno spłaszczonym grzbietobrzusznie ciele długości od 1,6 do 2,3 mm. Ubarwienie ma żółte do żółtoczerwonego z ciemniejszą przepaską w środkowej ⅓ pokryw, niekiedy rozbitą na dwie niewyraźne plamy. Oskórek grzbietowej strony ciała jest nagi i delikatnie punktowany. Głowa u samca jest szerokości przedplecza, u samicy od przedplecza węższa, u obu płci z mocno wyłupiastymi, dość dużymi oczami dorównującymi średnicami długościom skroni. Czułki po rozprostowaniu ku tyłowi u samca dochodzą do połowy długości pokryw, a u samicy do ich przedniej ćwiartki. Przedplecze jest wyraźnie węższe niż u N. castaneus, u samca nieco węższe od podstawy pokryw, a u samicy znacznie od niej węższe. Boczne krawędzie przedplecza są niewyraźne pofalowane. Stopy ostatniej pary u samicy zbudowane z pięciu, a u samca z czterech członów. Stopy par pozostałych są pięcioczłonowe u obu płci.

## Ekologia i występowanie
Owad saproksyliczny, związany z obumierającymi i martwymi drzewami liściastymi, głównie z bukami i dębami. Bytuje pod zmurszałą korą pni stojących i powalonych, w chodnikach drzewożerków, w leżących gałęziach, wśród chrustu oraz przy wypływającym ze zranionych pni soku. Zimuje w stadium larwalnym, a przepoczwarcza się wiosną. Aktywne osobniki dorosłe obserwuje się od maja.
Gatunek palearktyczny, europejski, znany z Wielkiej Brytanii (z południowej Anglii), Francji, Niemiec, Szwajcarii, Austrii, północnych Włoch, południowej Szwecji, Polski, Czech, Węgier, Rumunii, Ukrainy i południa europejskiej części Rosji. Wszędzie spotykany rzadko i sporadycznie, choć trochę częściej niż N. castaneus. W Polsce znany z kilku stanowisk w północnej, środkowej i południowo-zachodniej części kraju. Na „Czerwonej liście gatunków zagrożonych Republiki Czeskiej” umieszczony jest jako gatunek zagrożony wymarciem (EN).